# Gorce (Boguszów-Gorce)
Gorce (deutsch Rothenbach) ist seit 1973 ein Stadtteil der Stadt Boguszów-Gorce im Powiat Wałbrzyski in der Woiwodschaft Niederschlesien in Polen. Boguszów-Gorce ist Sitz der gleichnamigen Stadtgemeinde.

## Geographie
Gorce liegt im Osten des Waldenburger Berglandes an der Wojewodschaftsstraße 367, die von Wałbrzych (deutsch Waldenburg)  nach Kamienna Góra führt. Nachbarorte sind Lubomin und Jabłów im Norden, Konradów im Nordosten und Wałbrzych im Osten, die Stadtteile Boguszów und Kuźnice Świdnickie im Südosten, Krzeszów im Südwesten und Grzędy im Westen.

## Geschichte
Rothenbach wurde erstmals 1550 als Besitz der Adelsfamilie von Hochberg auf Fürstenstein erwähnt, auf die die Ortsgründung vermutlich zurückgeht. Nach dem Ersten Schlesischen Krieg 1742 fiel es zusammen mit Schlesien an Preußen. Nach der Neugliederung Preußens gehörte es seit 1815 zur Provinz Schlesien und war ab 1816 dem Landkreis Landeshut eingegliedert. Es bildete eine eigene Landgemeinde und war Sitz des gleichnamigen Amtsbezirks, zu dem auch die Landgemeinden Gaablau und Liebersdorf gehörten. Mit einer Verwaltungsreform wurde der Amtsbezirk Rothenbach 1934 dem Landkreis Waldenburg zugeschlagen, mit dem er bis 1945 verbunden blieb.
Wirtschaftliche Bedeutung erlangte Rothenbach erst nach 1850, als die Gustavgrube aus Schwarzwaldau und die benachbarte Abendröthegrube ihre Hauptbetriebe hierher verlegten. 1939 bestand Rothenbach aus 4.535 Einwohnern.
Als Folge des Zweiten Weltkriegs fiel Rothenbach 1945 wie fast ganz Schlesien an Polen und wurde in Gorce umbenannt. Die deutsche Bevölkerung wurde vertrieben. Die neuen Bewohner waren zum Teil Heimatvertriebene aus Ostpolen. 1954 wurde Gorce zur stadtartigen Siedlung und 1962 zur Stadt erhoben. 1973 wurde es mit der benachbarten Stadt Boguszów (Gottesberg) zur Stadt unter der Doppelbezeichnung Boguszów-Gorce zusammengelegt, mit der es seither seine weitere Geschichte und Entwicklung teilt.

## Sehenswürdigkeiten
- Hl.-Geist-Kirche (ul. Staszica)

## Söhne und Töchter
- Peter Kuhn (* 1942), deutscher Brigadegeneral